# Metopina australiana
Metopina australiana är en tvåvingeart som beskrevs av Borgmeier 1963. Metopina australiana ingår i släktet Metopina och familjen puckelflugor. Inga underarter finns listade i Catalogue of Life.